# Zborište
Zborište är ett samhälle i Bosnien och Hercegovina.   Det ligger i entiteten Federationen Bosnien och Hercegovina, i den nordvästra delen av landet, 230 km nordväst om huvudstaden Sarajevo. Zborište ligger 234 meter över havet och antalet invånare är 4 922.
Terrängen runt Zborište är kuperad österut, men västerut är den platt. Närmaste större samhälle är Velika Kladuša, 17,1 km väster om Zborište. 
Trakten runt Zborište består till största delen av jordbruksmark. Runt Zborište är det ganska tätbefolkat, med 93 invånare per kvadratkilometer.